# Nicholas Hoag
Pour les articles homonymes, voir Hoag.
Nicholas Hoag est un joueur canadien de volley-ball né le 19 août 1992 à Gatineau (en Outaouais, au Québec). Il mesure 2,00 m et joue réceptionneur-attaquant. Il est international canadien.

## Biographie
Il est le fils de l'ancien joueur et actuel entraîneur canadien de volley-ball Glenn Hoag et de Donna Kastelic, également internationale canadienne, et le petit frère de Christopher Hoag, également joueur professionnel de volley-ball.

## Clubs
| Club                | De   | À    |
| ------------------- | ---- | ---- |
| Tours Volley-Ball   | 2013 | 2015 |
| Paris Volley        | 2015 | 2016 |
| Power Volley Milano | 2016 | 2017 |
| Trentino Volley     | 2017 | 2018 |
| Stocznia Szczecin   | 2018 | 2019 |
| Sir Safety Pérouse  | 2018 | 2019 |
| Resovia Rzeszów     | 2019 | 2020 |
| Fenerbahçe SK       | 2020 | 2021 |
| Arkas Spor          | 2021 | 2022 |

## Palmarès
- Championnat de France (3)
  - Vainqueur : 2014 (Tours)
  - Vainqueur : 2015 (Tours)
  - Vainqueur : 2016 (Paris)
- Coupe de France (2)
  - Vainqueur : 2014
  - Vainqueur : 2015